# コトバーデ

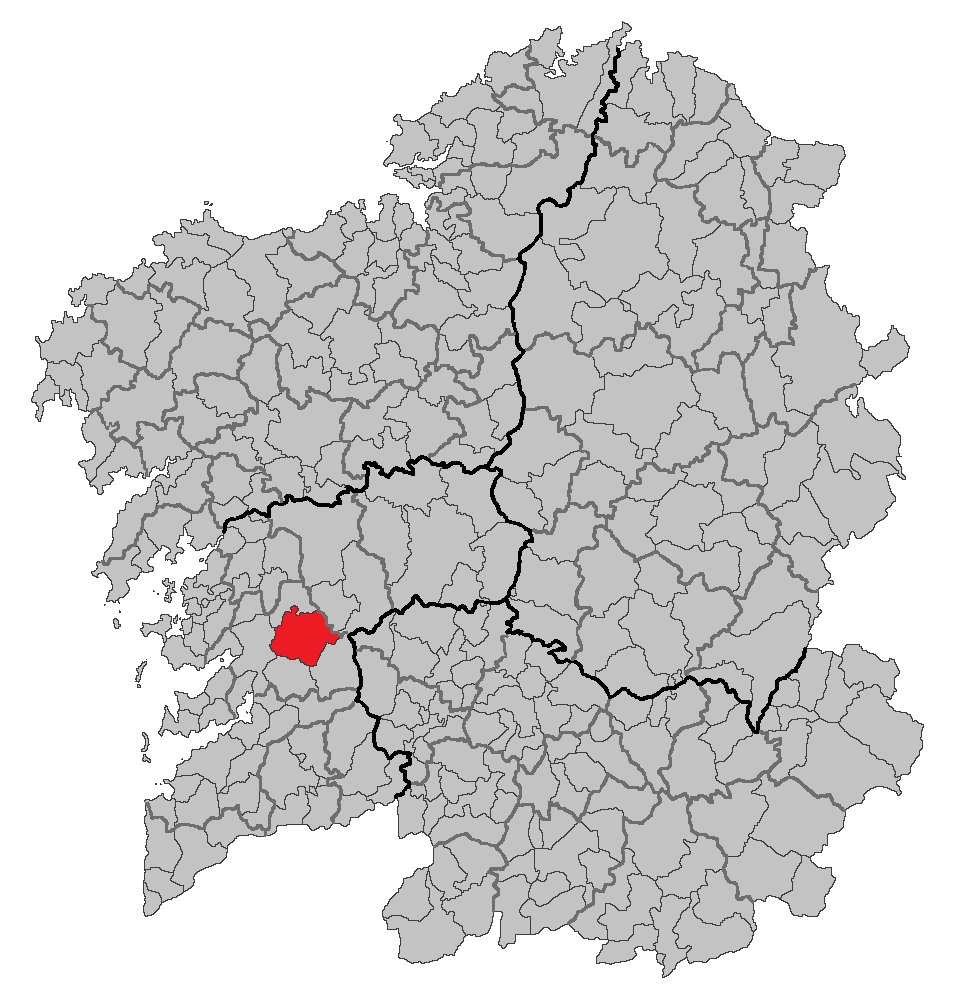

コトバーデ (Cotobade) は、スペイン・ガリシア州ポンテベドラ県のムニシピオ（基礎自治体）。コマルカ・デ・ポンテベドラに属する。ガリシア統計局によると、2011年の人口は4,432人（2010年：4,427人、2009年：4,448人、2004年：4,644人）。カスティーリャ語表記はCotobad（コトバッド）。
ガリシア語話者の自治体人口に占める割合は95.33％（2001年）。

## 地理
コトバーデはポンテベドラ県の中部に位置し、コマルカ・デ・ポンテベドラに属する。隣接する自治体は、北から西がカンポ・ラメイロ、東がセルデード、フォルカレイ、ア・ラマ、南がポンテ・カルデーラス、西がポンテベドラである。自治体中心地区はカルバジェード教区のア・チャン地区。 
コトバーデはポンテベドラ司法管轄区に属す。

### 人口
| コトバーデの人口推移 1900－2010                         |
|                                                         |
| 出典:INE（スペイン国立統計局）1900年 - 1991年、1996年 - |

## 歴史
この地に人類が定住し始めたのは非常に古く、そのことは自治体内に古墳、カストロ、ペトログリフなどがいくつも残されていることからうかがい知ることができる。またペ・ダ・ムーア山にはローマ時代の遺構が残されている。

## 政治
自治体首長はガリシア国民党（PPdeG）のホルヘ・クベーラ・ロペス（Jorge Cubela López）、自治体評議員はガリシア国民党：6、ガリシア社会党（PSdeG-PSOE）：5となっている（2011年5月22日の自治体選挙結果、得票順）。
| 1999年6月13日自治体選挙 |        |        |          |
| 政党                    | 得票数 | 得票率 | 獲得議席 |
| PPdeG                   | 1,709  | 50.26% | 7        |
| PSdeG-PSOE              | 1,066  | 31.35% | 4        |
| BNG                     | 592    | 17.41% | 2        |

| 2003年5月25日自治体選挙 |        |        |          |
| 政党                    | 得票数 | 得票率 | 獲得議席 |
| PSdeG-PSOE              | 1,230  | 36.93% | 4        |
| PPdeG                   | 915    | 27.47% | 3        |
| IDC                     | 648    | 19.45% | 2        |
| BNG                     | 521    | 15.64% | 2        |

| 2007年5月27日自治体選挙 |        |        |          |
| 政党                    | 得票数 | 得票率 | 獲得議席 |
| PSdeG-PSOE              | 1,331  | 42.08% | 5        |
| PPdeG                   | 1,156  | 36.55% | 4        |
| BNG                     | 647    | 20.46% | 2        |

| 2011年5月22日自治体選挙 |        |        |          |
| 政党                    | 得票数 | 得票率 | 獲得議席 |
| PPdeG                   | 1,502  | 49.23% | 6        |
| PSdeG-PSOE              | 1,290  | 42.28% | 5        |
| BNG                     | 205    | 6.72%  | 0        |

## 名所・史跡

### ペトログリフ
自治体内にはペトログリフが残されている。
- ペドラ・ダス・フェラドゥーラス（Pedra das Ferraduras） - サン・シュルショ・デ・サコス教区
- ポルテーラ・ダ・ラシェ（Portela da Laxe） - ビアスコン教区

### 宗教建築
- サン・マルティーニョ・デ・レボルデーロ教会（Igrexa de San Martiño de Rebordelo）
- サン・シュルショ・デ・サコス教会（Igrexa de San Xurxo de Sacos）
- サンタ･マリーア・デ・サコス教会（Igrexa de Santa María de Sacos）
- サン・ペドロ・デ・テノーリオ修道院（Mosteiro de San Pedro de Tenorio）

## 教区
コトバーデは13の教区に分けられる。太字は自治体中心地区のある教区。
- アグアサンタス（サンタ・マリーア）
- アルモフレイ（サン・ロウレンソ）
- ボレーラ（サン・マルティーニョ）
- カルバジェード（サン・ミゲル）
- カロイ（サンティアーゴ）
- コレドイラ（サン・グレゴリオ）
- ロウレイロ（サンティアーゴ）
- レボルデーロ（サン・マルティーニョ）
- サコス（サンタ・マリーア）
- サン・シュルショ・デ・サコス（サン・シュルショ）
- テノーリオ（サン・ペドロ）
- バロンゴ（サント・アンドレ）
- ビアスコン（サンティアーゴ）

## ギャラリー

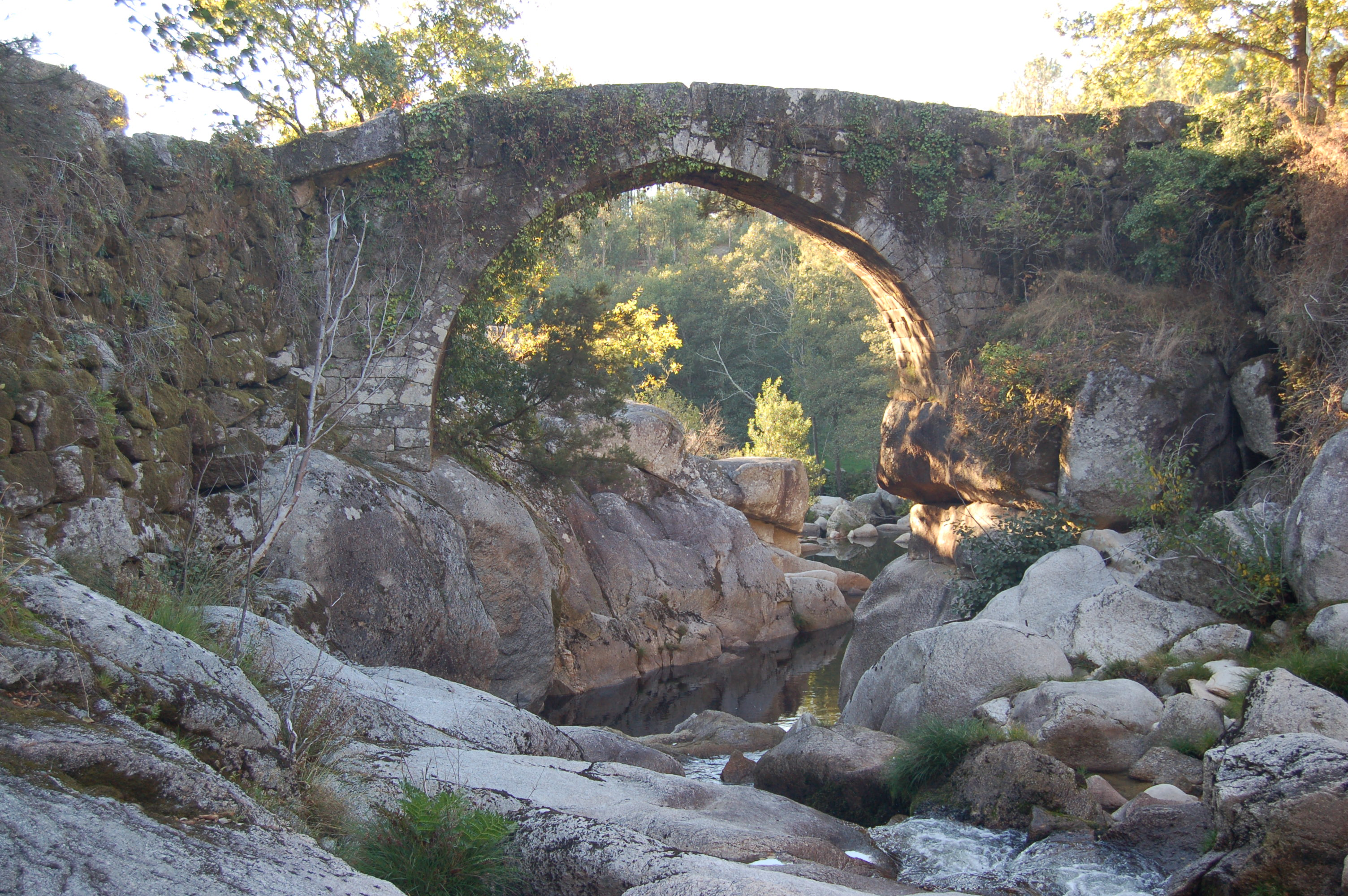
アルモフレイ川にかかる中世の石橋（アルモフレイ教区）
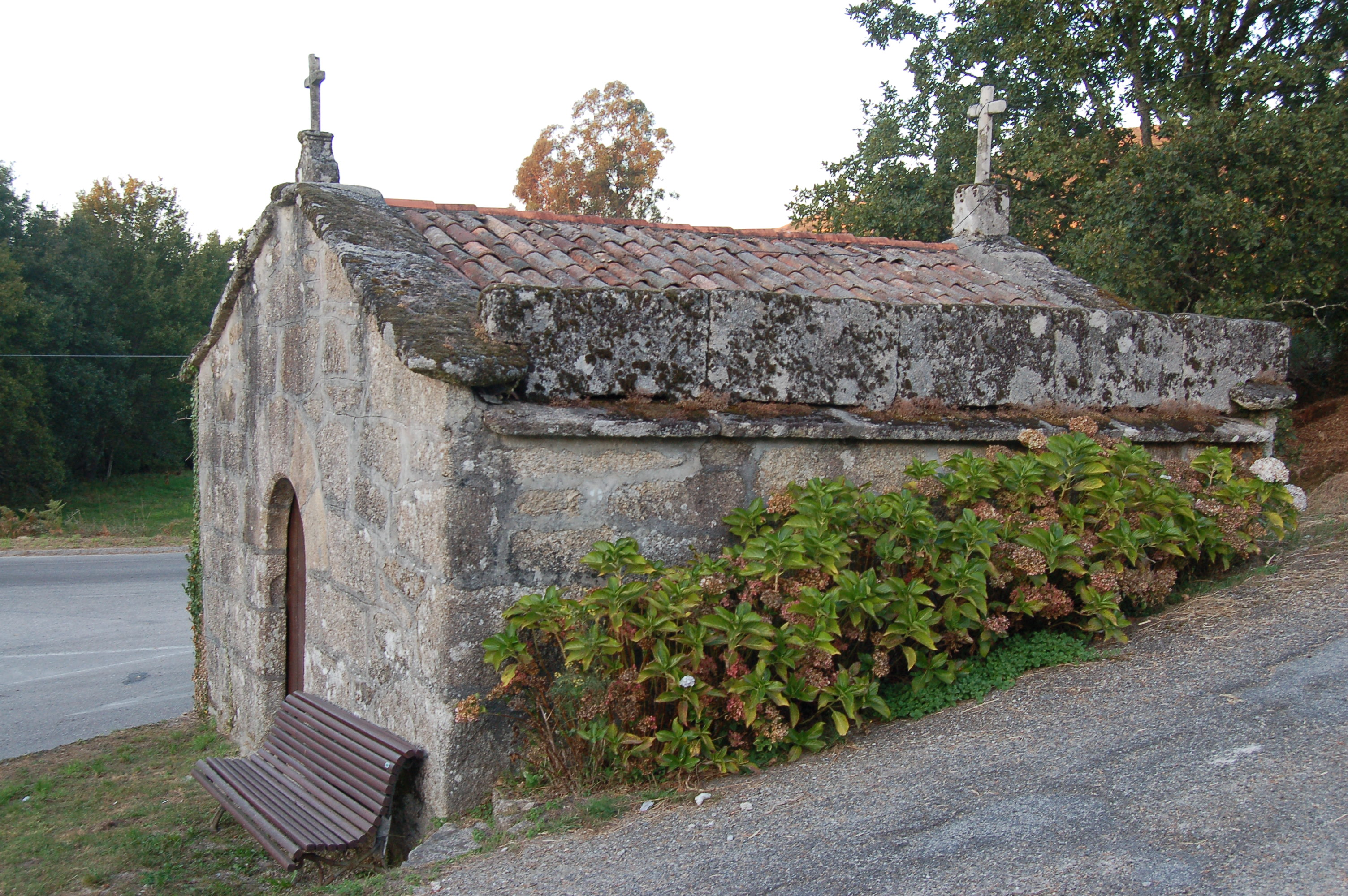
ノサ・セニョーラ・デ・ルルデス礼拝堂（ボレーラ教区）
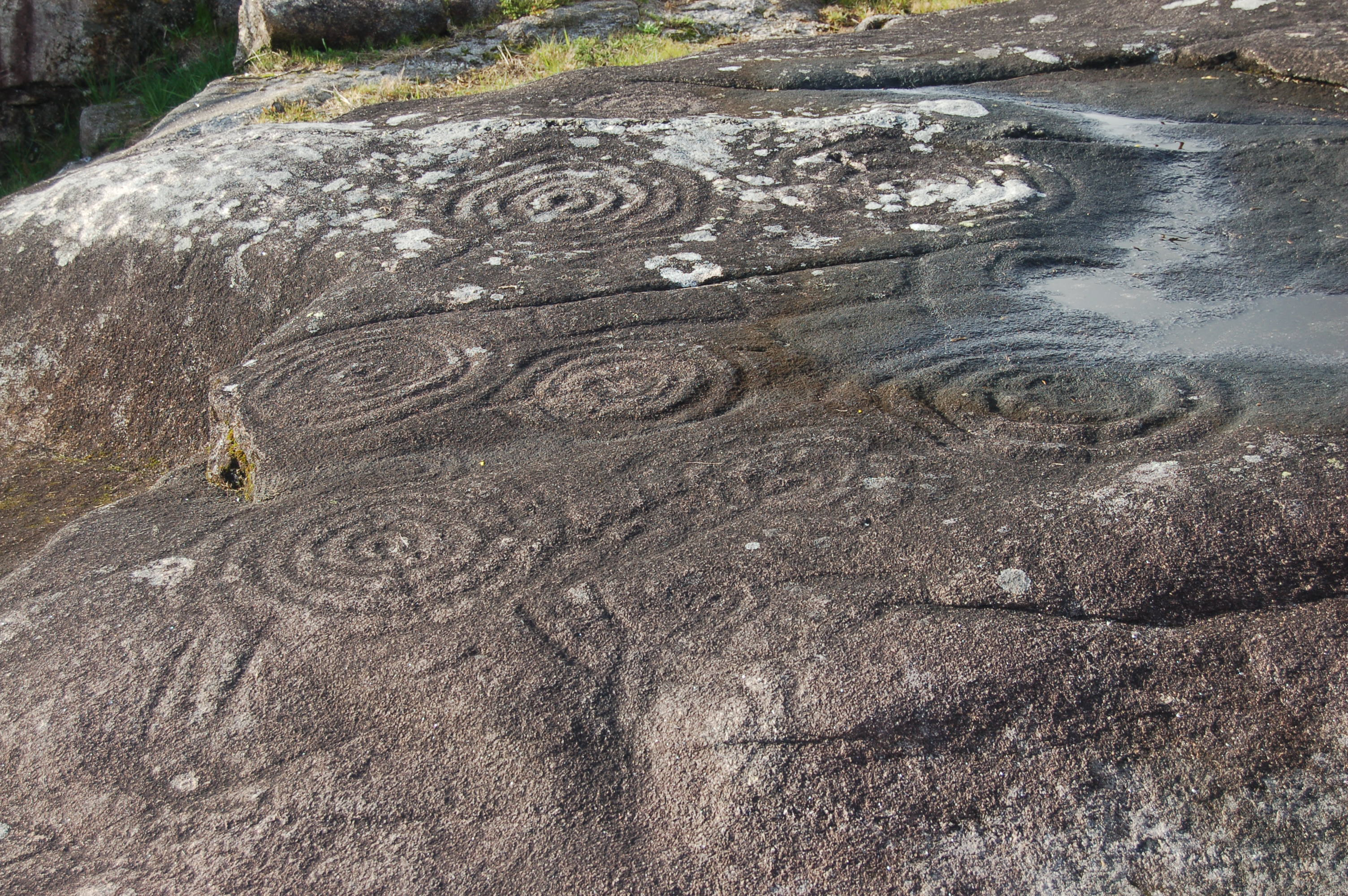
ロンボ・ダ・コスタのペトログリフ（サコス教区）
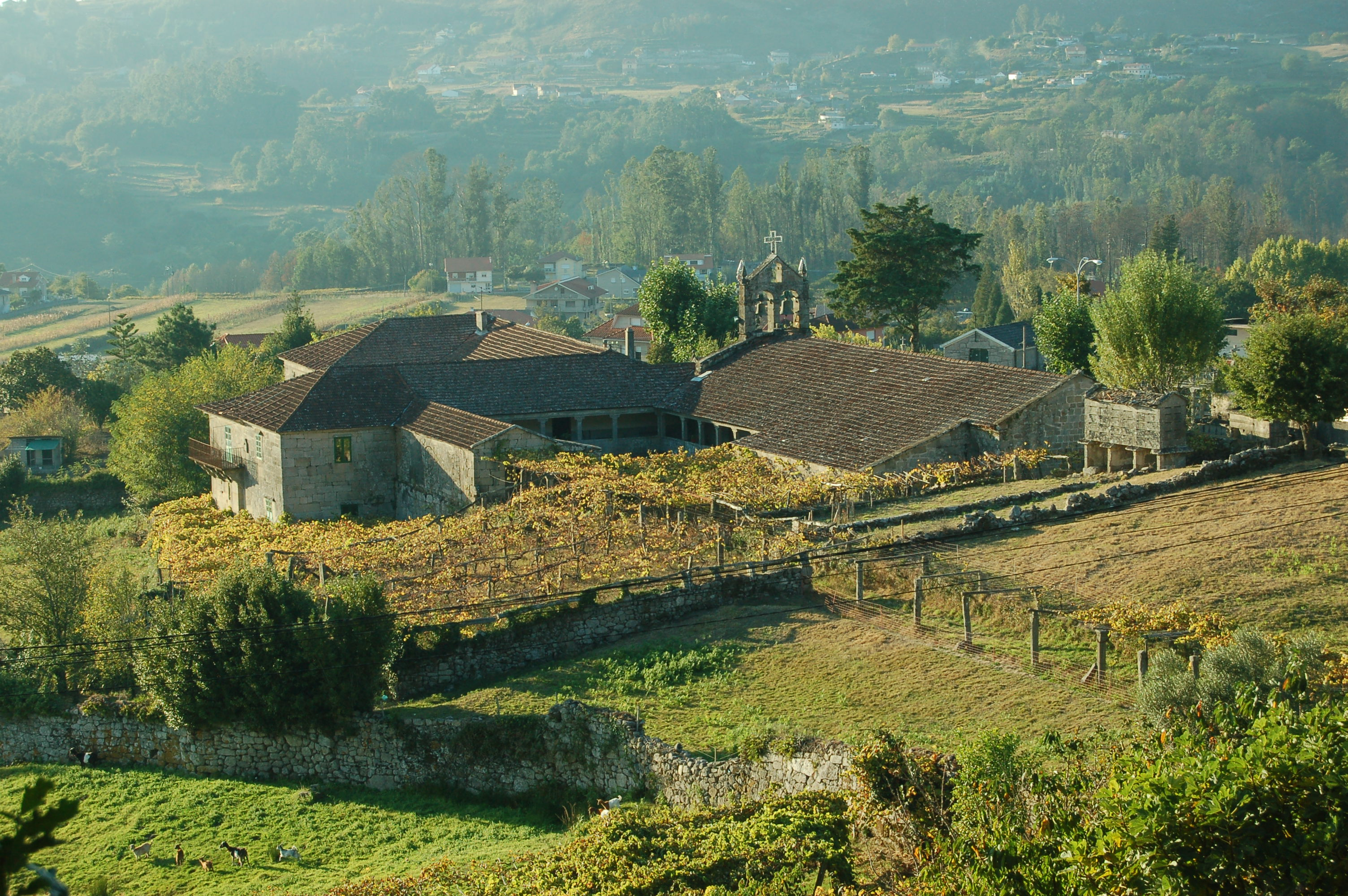
サン・ペドロ・デ・テノーリオ修道院（テノーリオ教区）